# Pellenes obliquostriatus
Pellenes obliquostriatus es una especie de araña saltarina del género Pellenes, familia Salticidae. Fue descrita científicamente por Caporiacco en 1940.
Habita en Etiopía.